# (5739) 1989 WK2
(5739) 1989 WK2 là một tiểu hành tinh vành đai chính. Nó được phát hiện bởi Robert H. McNaught ở Đài thiên văn Siding Spring ở Canberra, Australia, ngày 24 tháng 11 năm 1989.